# Opération Hardboiled
Batailles
Opération de désinformation
L’opération Hardboiled (hard boiled littéralement : « dur à cuire »), menée par les Alliés de la Seconde Guerre mondiale, en 1942, est une tentative de désinformation militaire. Elle est alors la première menée par la London Controlling Section (LCS) afin de convaincre les puissances de l'Axe que les Alliés vont bientôt tenter d'envahir la Norvège sous occupation allemande. La LCS, récemment mise en place, est chargée de la désinformation de l'ennemi sur tous les théâtres d'opérations, mais elle a du mal à s'imposer face à l'establishment militaire, peu enthousiaste à soutenir une entreprise d'intoxication stratégique. La LCS n'a pratiquement aucune expérience en ce domaine, si ce n'est une action menée par Dudley Clarke l'année précédente, et n'est pas au courant du vaste réseau d'agents doubles mis en place par le MI5. Raison pour laquelle, Hardboiled est conçue comme une véritable opération militaire plutôt qu'une pure mission de renseignement.
Adolf Hitler ordonne le renforcement de la Scandinavie entre mars et avril 1942 avant que Hardboiled ne soit abandonnée en mai. On ne sait dans quelle mesure l'opération contribua à cette décision. Malgré un impact limité, l'opération donna à la LCS une certaine expérience dans le domaine de la tromperie et jeta les bases de l'exploitation future du sentiment d'Hitler quant à l'importance stratégique de l'Europe du Nord.

## Contexte
L'intoxication stratégique est une toute nouvelle entreprise pour les Alliés, elle n'a été conduite pour la première fois qu'en 1941 au Caire par Dudley Clarke et sa Advanced Headquarters 'A' Force (en). Après une présentation en septembre par Clarke, l'état-major de planification interarmées du ministère de la Guerre britannique décide qu'une organisation doit être mis en place afin de planifier et exécuter des opérations de désinformation. L'état-major recommande en outre qu'une autorité centrale soit mise en place pour superviser la planification des opérations de désinformation et d'intoxication stratégique, qui seront ensuite mises en pratique au niveau opérationnel par les forces armées. L'idée est approuvée et Clarke se voit offrir ce rôle qu'il décline. Les chefs d'état-major nomment alors à sa tête le colonel Oliver Stanley, ancien secrétaire d'État à la Guerre.
Stanley peine à convaincre l'establishment militaire des Alliés, qui est sceptique face aux plans stratégiques de mystification et montre une grande réticence à l'idée qu'une autorité centrale de planification, soit partie prenante d'une opération militaire. 
Malgré les quelques officiers d'état-major qui la composent, la London Controlling Section est, selon les mots de l'un de ses membres, dans un état de « quasi impuissance ». Toutefois, en décembre 1942 Stanley reçoit l'autorisation de planifier la première opération de la LCS, après plusieurs mois de pression sur le commandement allié.

## Préparatifs
| \| Stavanger \| Localisation sur la carte de Norvège Stavanger. |
| Stavanger                                                       |

Hardboiled n'a d'autre objectif pour les Alliés, que de convaincre les Allemands qu'une menace d'invasion imminente plane sur la Norvège. Clarke a déjà établi que les opérations de désinformation et d'intoxication doivent avoir une vision claire de ce que l'ennemi est censé faire, plutôt que de ce qu'il est censé penser. Stanley, lui, n'en sait rien, n'étant pas en communication avec le quartier général de Clarke au Caire. En conséquence, l'objectif de Hardboiled est choisi parce que les ressources existent et qu'il ne sera pas préjudiciable aux opérations planifiées (l'état-major ayant déjà rejeté la Norvège comme cible potentielle), plutôt que pour offrir un avantage stratégique aux Alliés. De plus, Stanley n'est pas au courant du vaste réseau d'agents doubles sous le contrôle du comité XX, on lui a simplement dit que le MI5 est en mesure de faire passer des informations à l'ennemi.
Stanley propose tout d'abord que l'objectif théorique soit Narvik ou Trondheim. Toutefois, le commandement allié décide que ce ne sont pas des cibles plausibles en raison de leur position trop septentrionale. Finalement c'est un débarquement amphibie à Stavanger qui est décidé. Il résulte d'un ancien plan d'invasion de la Norvège, l'opération Dynamite, qui avait été rejeté. La date de l'invasion fictive est fixée au 1er mai 1942. Hardboiled est conçue comme une véritable opération, impliquant formation et mouvements de troupes, censée aboutir à leur embarquement à bord d'une prétendue flotte d'invasion à la date prescrite. Le plan s'appuie sur le renseignement allemand, des rumeurs et des fuites pour intoxiquer l'ennemi. Clarke et sa 'A' Force se sont rendu compte lors d'opérations précédentes que de vrais mouvements de troupes sont inutiles. Ils ont constaté qu'ils peuvent être simulés en utilisant simplement des agents et de fausses communications radio. Cependant, la LCS n'ayant reçu que très peu d'informations du Caire, refait les mêmes erreurs,.

## Opérations
La Royal Marines Division est réquisitionnée pour Hardboiled, les hommes s'entraînent aux opérations de guerre en milieu montagneux et reçoivent un équipement conçu pour les régions froides. Des plans réalistes d'invasion sont tracés et de la monnaie norvégienne est stockée. Ces préparatifs souffrent d'une résistance considérable de la part des forces armées qui considèrent cette opération comme un gaspillage de ressources. Finalement, le besoin en hommes pour les opérations réelles aboutit à l'abandon de nombreux préparatifs pour Hardboiled,.

## Conséquences
Hardboiled tourne bientôt court lorsque les Royal Marines sont réquisitionnés pour une opération amphibie à Madagascar planifiée pour juillet 1942. Malgré tout, l'opération semble avoir eu un effet. Entre avril et mai, les Allemands se sont renforcés dans la région. Cependant, l'historien Joshua Levine note qu'Hitler avait un « quasi-obsession de la défense de la Scandinavie » à cette époque et qu'il n'est pas clair que l'opération ait contribué à sa décision. Michael Howard, qui a écrit History of the Second World War, attribue la faible réponse des Allemands aux graves reculs auxquels les Alliés sont ensuite conduits sur tous les fronts. En conséquence, il est difficile d'imaginer que les Allemands aient pu croire qu'une offensive majeure était prévue sur la Norvège.
L'opération ne donna aucun avantage tactique ou stratégique aux Alliés, cependant Howard note qu'il permit au LCS d’acquérir de l'expérience dans le domaine de la désinformation et de l'intoxication et pour le comité XX de se rendre compte de la nécessité des agents doubles. Terry Crowdy, en 2008, que le peu de résultats obtenu par la LCS est principalement dû au manque de communications avec le Caire et à son ignorance du réseau d'agents doubles. Dudley Clarke avait déjà démontré que la meilleures méthode d'intoxication de l'ennemi reposait sur des agents et de fausses communications radio, plutôt que sur des mouvements de troupes. Hardboiled fut la première opération de désinformation visant la Norvège. Elle allait être bientôt suivie par d'autres comme l'opèration Tindall ou l'opération Solo, pour aboutir l'opération Skye de 1944, qui fut l'un des plus grands succès des alliés dans ce domaine.
En mai 1942, John Bevan remplace Stanley en tant que chef de la LCS, après que ce dernier ait demandé à Churchill l'autorisation de réintégrer la vie politique. Au même moment, la LCS voit ses prérogatives renforcées. Hardboiled est abandonné par le nouveau commandement à la fin du mois de mai.